# إنريكي كلارامونت
إنريكي كلارامونت (بالإسبانية: Enrique Claramunt)‏ هو لاعب كرة قدم إسباني في مركز الهجوم، ولد في 12 يوليو 1948 في Puçol ‏ في إسبانيا. لعب مع فالنسيا ميستايا ونادي فالنسيا ونادي فياريال ونادي كاستييون.